# Карге, Манфред
Манфред Карге (нем. Manfred Karge; род. 1 марта 1938, Бранденбург-на-Хафеле) — немецкий актёр и театральный режиссёр.

## Биография

### В ГДР
Манфред Карге родился в семье рабочего; вскоре после рождения потерял мать, а в 7 лет лишился и отца. В 1958 году поступил в Государственную актёрскую школу в Берлине (в настоящее время — Высшая школа театрального искусства «Эрнст Буш»), и в 1961 году был приглашён Еленой Вайгель в театр «Берлинер ансамбль».
Начав свою карьеру в качестве актёра, Карге в 1963 году дебютировал как режиссёр, поставив вместе с Маттиасом Лангхофом необычный спектакль «Покупка меди» — по названию одной из основных теоретических работ Бертольта Брехта. Спектакль открывался последним актом «Гамлета», который актёры исполняли в соответствии с традициями «психологического» театра, но действие прерывал загримированный под Брехта актёр, говорил, что сегодня так играть нельзя, и дальше начиналась репетиция «Гамлета» в стиле эпического театра Брехта, в ходе которой указания драматурга воспроизводились по записям его репетиций и теоретическим статьям. По свидетельству Георгия Товстоногова, это был самый кассовый спектакль в Берлине, Юрий Любимов хотел перенести «Покупку меди» на сцену Театра на Таганке.
В 1965 году Манфред Карге дебютировал в кинематографе, снявшись в одной из главных ролей в фильме «Приключения Вернера Хольта», ставшем событием восточногерманского кинематографа и принёсшем молодому актёру широкую известность. Однако Карге отдавал предпочтение театру. Вместе с М. Лангхофом, на многие годы ставшем его постоянным партнёром, Карге поставил в «Берлинер ансамбль» ещё ряд спектаклей, пока в 1968 году не разразился скандал: переработанная Карге и Лангхофом трагедия Эсхила «Семеро против Фив» была воспринята как критика ввода советских танков в Прагу. Оба режиссёра покинули «Берлинер ансамбль» и в 1969 году перешли в берлинский «Фольксбюне», который годом раньше возглавил ученик Брехта Бенно Бессон.
«Фольксбюне» в этот период отличался большей смелостью, чем руководимый Еленой Вайгель (членом СЕПГ) «Берлинер ансамбль». Здесь Карге успешно дебютировал как актёр, сыграв Карла Моора в «Разбойниках» Ф. Шиллера, и очень скоро стал одним из ведущих актёров театра; среди сыгранных им ролей — Гамлет и Отелло. Одновременно Карге занимался и режиссурой; событием театральной жизни стал поставленный им злободневный «Спектакль». Здесь же, в «Фольксбюне», началось его многолетнее сотрудничество с Хайнером Мюллером: в 1975 году Карге поставил его пьесы «Битва» (нем. Die Schlacht) и «Трактор» (нем. Traktor) — это была первая постановка пьес Мюллера после длительного запрета. В том же году вместе с М. Лангхофом Карге был удостоен Национальной премии в области искусства.

### В эмиграции
В 1978 году, после лишения восточногерманского гражданства барда Вольфа Бирмана, которое вызвало протест со стороны многих деятелей культуры ГДР, и конфликта Бессона с министром культуры по поводу репертуарной политики «Фольксбюне», побудившего художественного руководителя театра покинуть свой пост, Карге вместе в М. Лангхофом эмигрировал в Западную Германию. Работая в бохумском «Шаушпильхаузе», который в 1979 году в качестве интенданта возглавил Клаус Пайман, Карге и Лангхоф в 1980 году разделили между собой пост главного режиссёра. Одновременно ставили спектакли в кёльнском «Шаушпильхаузе» и за пределами Германии — в Париже, Цюрихе, Вене; переносили на сцены разных стран опыт спектаклей без драматургии, впервые поставленных на сцене «Берлинер ансамбль»; не последнее место в их репертуаре, как в Бохуме, так и за его пределами, занимали пьесы Х. Мюллера.
Одновременно Карге писал и пьесы, наиболее известные — «Куртка как брюки» (нем. Jacke wie Hose), поставленная на сцене в 1982 году и экранизированная в 1991-м, мюзикл «Клэр» (нем. Claire, 1985), «Дорогой Нимбш» (нем. Lieber Nimbsch, 1989); пьеса «Освоение Южного полюса» (нем. Die Eroberung des Südpols), поставленная в 1986 году, исполнялась на трёх континентах.
В 1985 году пути Карге и Лангхофа разошлись. В 1986 году Пайман возглавил венский Бургтеатр, и Карге последовал за ним в Вену; ставил на сцене Бургтеатра пьесы Брехта и современных драматургов.

### Возвращение в Берлин
В начале 90-х Карге вернулся в Берлин. После многолетнего перерыва вновь начал выступать на сцене как актёр — в Театре Максима Горького. В 1993—2005 годах был профессором режиссёрского отделения Высшей школы театрального искусства «Эрнст Буш».
После того как Пайман в 1999 году возглавил «Берлинер ансамбль», Карге вернулся в театр, в котором начинал свою карьеру. В настоящее время является актёром и одним из основных режиссёров «Берлинер ансамбль».

## Творчество

### Театральные работы

#### Актёрские
Берлинер ансамбль
- 1960 — «Фрау Флинц» (Frau Flinz) Х. Байерля. Постановка М. Векверта и П. Палича
- 1962 — «Дни Коммуны» Б. Брехта. Постановка М. Векверта и Й. Теншерта
- 2001 — «Ричард II» У. Шекспира. Постановка К. Паймана — герцог Йоркский.
- 2005 — «Мамаша Кураж и её дети» Б. Брехта. Постановка К. Паймана — Повар
- «Антони/Карге: Брехт». Постанова М. Карге
- «Пробуждение весны» Ф. Ведекинда. Постановка К. Паймана

Фольксбюне
- 1969 — «Разбойники» Ф. Шиллера. Постановка М. Карге и М. Лангхофа — Карл Моор
- «Гамлет» У. Шекспира. Постановка Б. Бессона — Гамлет
- 1972 — «Отелло» У. Шекспира. Постановка М. Лангхофа — Отелло
- 1973 — «Дикая утка» Г. Ибсена — Экдаль

#### Режиссёрские
Берлинер ансамбль
- 1963 — «Покупка меди» (вместе с М. Лангхофом)
- 1963 — «Булочная» Б. Брехта (вместе с М. Лангхофом)
- 1967 — «Сны Симоны Машар» Б. Брехта (вместе с М. Лангхофом)
- 2010 — «Страх и отчаяние в Третьей империи» Б. Брехта

Фольксбюне
- 1971 — «Разбойники» Ф. Шиллера (вместе с М. Лангхофом)
- «Спектакль»
- 1971 — «Лес» А. Островского (вместе с М. Лангхофом)
- 1975 — «Битва» и «Трактор» Х. Мюллера (вместе с М. Лангхофом)

Бургтеатр
- 1988 — «Мамаша Кураж и её дети» Б. Брехта
- «Падение ангела» Франца Фюмана (первая постановка пьесы)
- «Гора Тотенау» Э. Елинек (первая постановка пьесы)

### Фильмография
- 1965 — Приключения Вернера Хольта — Гильберт Вольцов
- 1966 — Из моего детства / Aus meiner Kindheit
- 1972 — Я вам покажу! / Euch werd ich’s zeigen
- 1972 — Полицейский призыв 110: Группа крови С / Polizeiruf 110: Blutgruppe AB (телесериал)
- 1973 — Под грушей / Unterm Birnbaum
- 1976 — Дагни / Dagny